# Deutsches Uhrenmuseum Glashütte

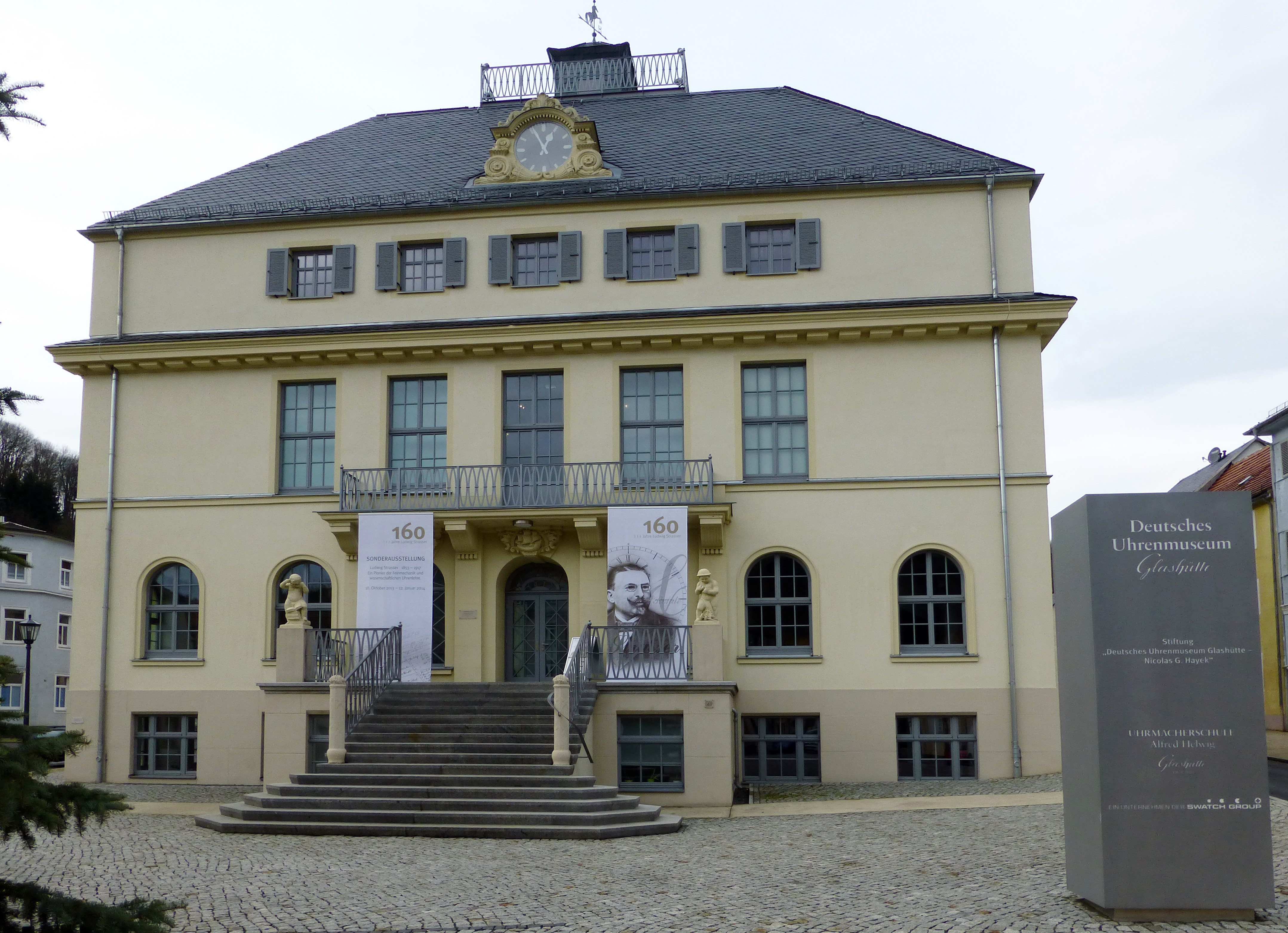
Eingangsportal

Das Deutsche Uhrenmuseum Glashütte ist ein Uhrenmuseum in Glashütte in Sachsen.
Zur Sammlung gehören neben Taschenuhren, Präzisionspendeluhren und Armbanduhren auch Marinechronometer, Gangmodelle, historische Werkzeuge und Arbeitsmittel der Uhrmacher aus vergangenen Epochen. Zu den Exponaten zählen Raritäten wie eine Taschenuhr mit Schlüsselaufzug aus den Gründerjahren der Glashütter Uhrenindustrie, eine Taschenuhr mit Selbstaufzug, datiert auf 1900, eine Taschenuhr mit Minuten-Schlagwerk und Stoppeinrichtung von 1920, eine Fliegerarmbanduhr von 1943, eine Präzisionspendeluhr mit Schwerkraft-(Kugel-)Hemmung von 1885 und eine seltene Tourbillon-Taschenuhr von 1925.

## Geschichte

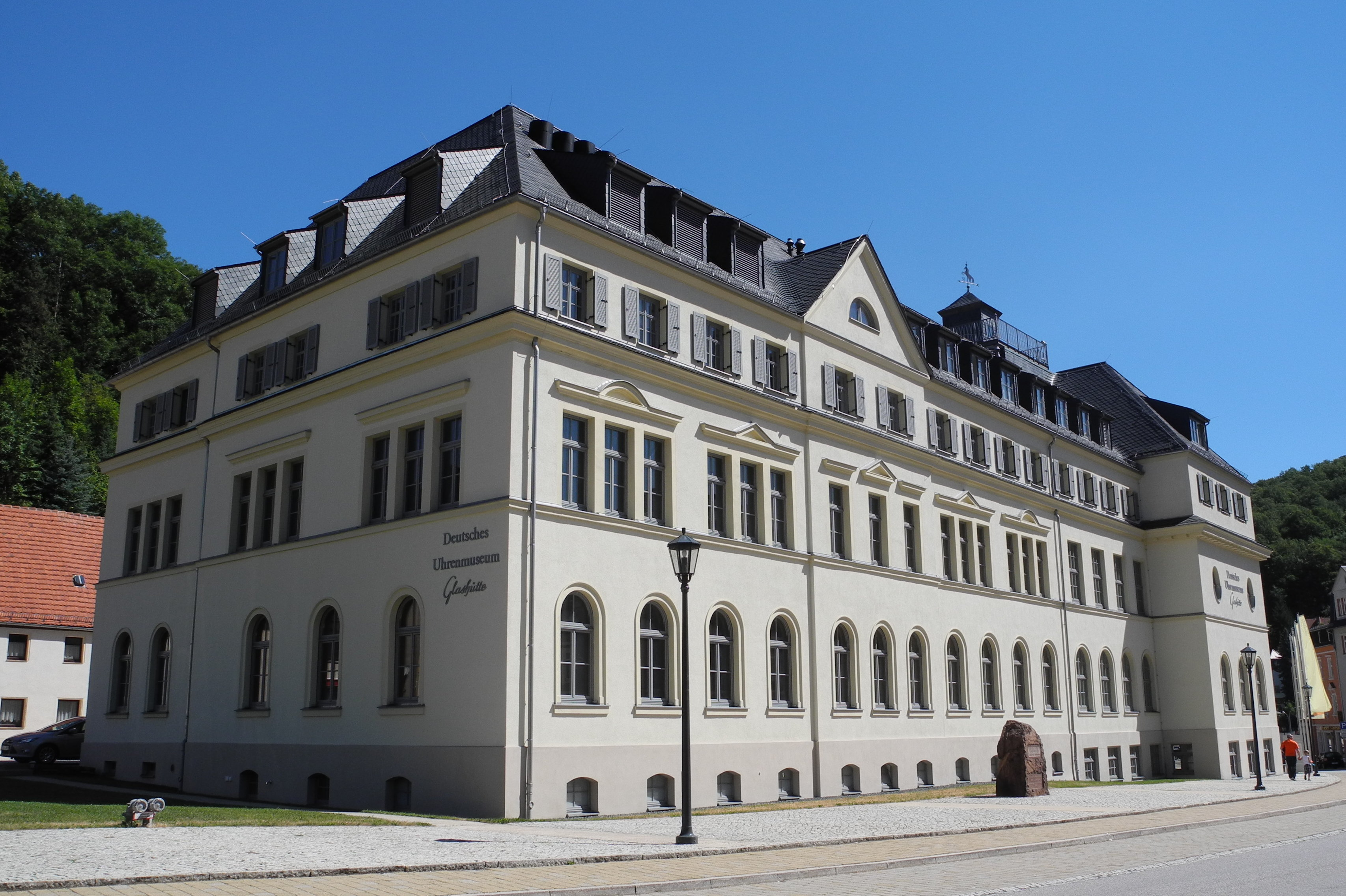
Ehemalige Uhrmacherschule Glashütte (heute Uhrenmuseum)

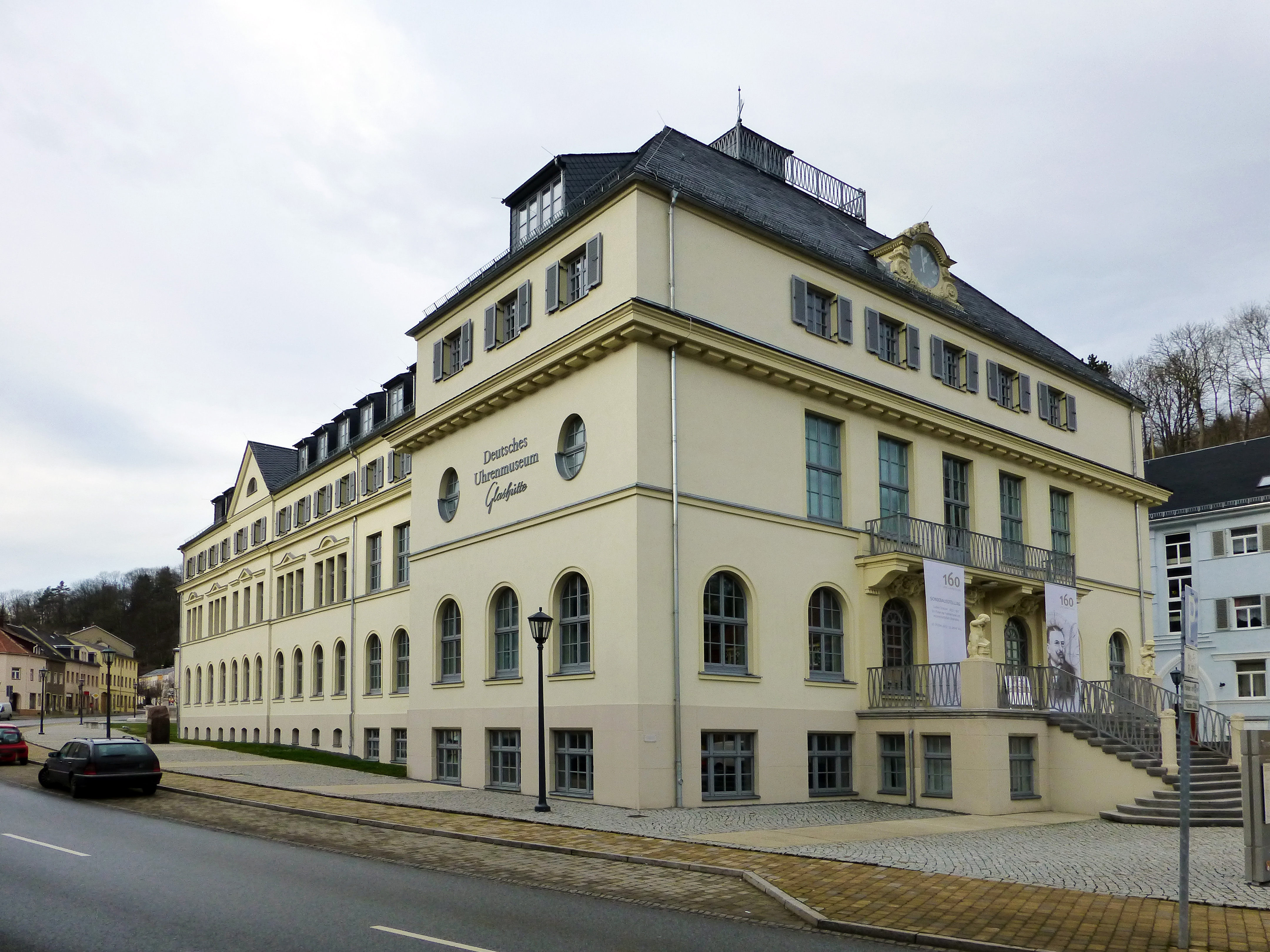
Deutsches Uhrenmuseum Glashütte

### Das Technische Kabinett: Vorläufer des Uhrenmuseums
Bereits nach dem Ende des Zweiten Weltkrieges erkannten die Glashütter Uhrmacher die Bedeutung der Uhrmacherkunst und der Weitergabe dieses kulturellen Erbes. Trotz der schwierigen finanziellen Bedingungen gelang es dem damaligen Leiter für Technische Dokumentation und Erfindung, Adolf Görgel, und dem Chefkonstrukteur Ernst Frankenstein unter dem ehemaligen Direktor der VEB Glashütter Uhrenbetriebe (GUB), Siegfried Bellmann, aus den bescheidenen Mitteln des Kultur- und Sozialfonds eine der bedeutendsten technischen Sammlungen der Glashütter Uhrmachergeschichte zusammenzutragen.
Noch bis 1994 lagerte der Fundus des Technischen Kabinetts in den Räumen des Kulturhauses von Glashütte. Auch die Werkstatt- und Verkaufsunterlagen von A. Lange & Söhne – dokumentiert ab dem Jahrgang 1867 – und die zwei handschriftlich geführten Schülerverzeichnisse der Deutschen Uhrmacherschule Glashütte (von Mai 1878 bis April 1928 und von Mai 1928 bis 1951) gehörten zu diesem Archiv.

### Die Entstehung des Deutschen Uhrenmuseums
Bis 1994 befand sich die Ausstellung im Kulturhaus Glashütte, das heute von der Sächsischen Uhrentechnologie GmbH genutzt wird. Im Nordflügel des Hauptgebäudes von Glashütte Original in der Altenberger Straße 1 entstand das neue Domizil des Uhrenmuseums.
In den ersten Jahren erfuhr das Uhrenmuseum zwei herbe Schicksalsschläge: Am 21. Oktober 1990 wurde u. a. das Torpedoboot-Chronometer Nr. 527 von A. Lange & Söhne/Glashütte i. Sa., ein Schaukasten mit Unruhen der Firma Richard Grießbach und das Chronometer Nr. 71 von J. Raabe aus dem Glashütter Uhrenmuseum gestohlen.
Das Museum war vom Elbehochwasser 2002 betroffen: Viele Teile des Schriftarchivs fielen dem Hochwasser zum Opfer. Auch wenn einige Originale verloren sind, die Mithilfe der Glashütter Bürger, der Sammler Glashütter Uhren und vieler Saxonen ermöglichte es, zumindest die verloren geglaubten Daten fast vollständig aus unzähligen privaten Quellen erneut zusammenzutragen. Die materiellen Schäden in Glashütte konnten dank zahlreicher Spendenaktionen kompensiert werden. Am 1. Februar 2008 schloss das Uhrenmuseum Glashütte seine Pforten, um den Umzug in das rekonstruierte Gebäude der ehemaligen Uhrmacherschule vorzubereiten.

### Das neueDeutsche Uhrenmuseum Glashütte – Nicolas G. Hayek

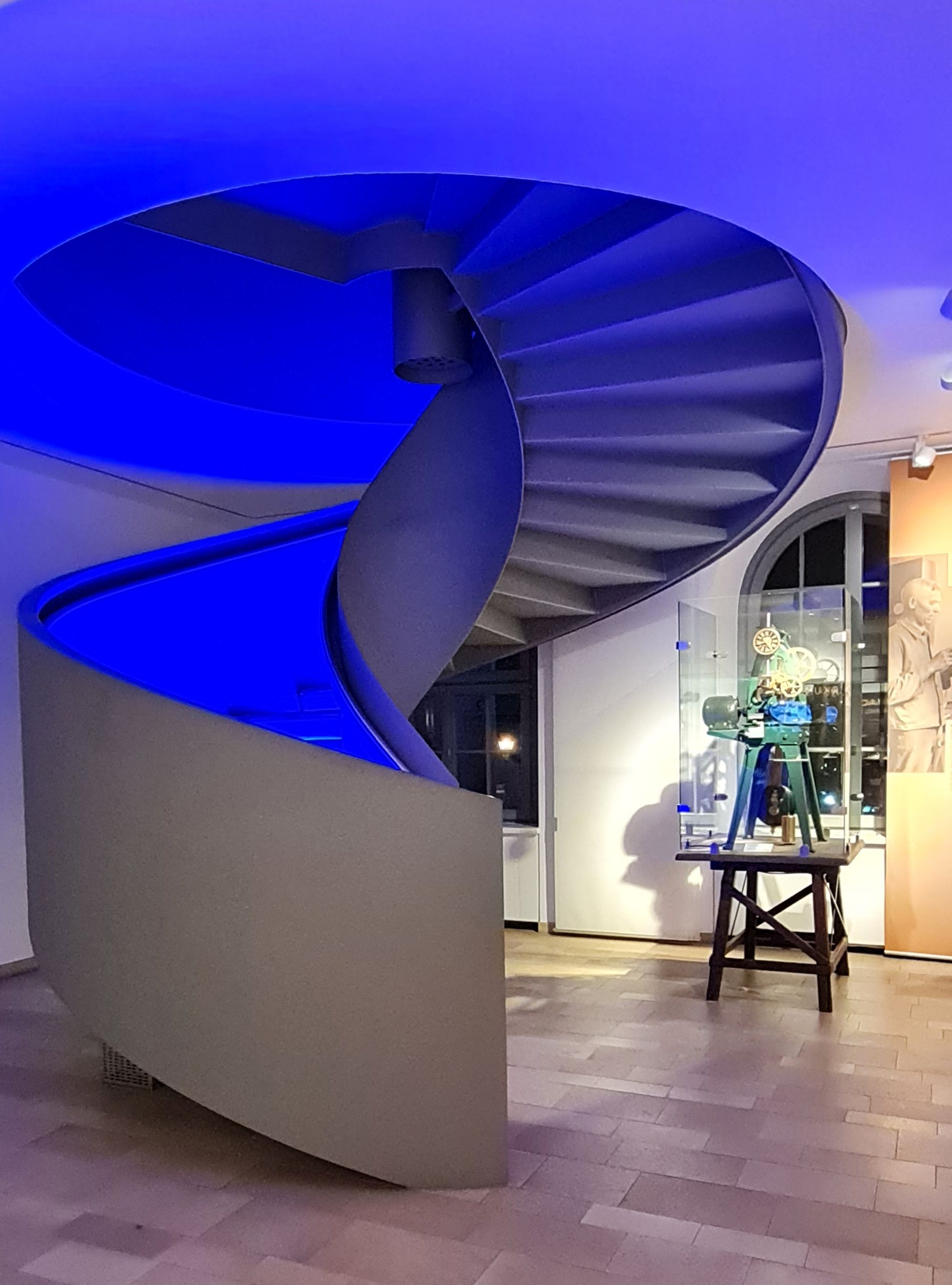
Deutsches Uhrenmuseum Glashütte

Am 12. Dezember 2006 begannen die ersten Baumaßnahmen an dem Gebäude der Deutschen Uhrmacherschule Glashütte für das neue Deutsche Uhrenmuseum Glashütte – Nicolas G. Hayek, benannt nach dem Schweizer Unternehmer und Swatch-Gründer Nicolas Hayek. Das Richtfest wurde am 28. Juni 2007 begangen.
Das neue Museum wurde am 22. Mai 2008 eröffnet. In kurzer Zeit entwickelte sich das Museum zu einem touristischen Anziehungspunkt: Im Oktober 2010 konnte schon der 100.000 Besucher begrüßt werden, 2010 zählte das Museum insgesamt etwa 42.000 Besucher.
Im Jubiläumsjahr 2023 konnte der 500.000 Besucher im Uhrenmuseum begrüßt werden.
Auf 2 Stockwerken und 1000 m² Ausstellungsfläche werden mehr als 500 einmalige Exponate präsentiert und multimedial erlebbar gemacht: Glashütter Taschen-, Pendel- und Armbanduhren verschiedener Epochen, Marinechronometer, historische Urkunden, Werkzeuge sowie Fotografien werden kunstvoll in Szene gesetzt. Neben der Dauerausstellung zeigt das Museum ganzjährig Sonderausstellungen sowie Foyer-Ausstellungen.
Alle Ausstellungsräume des Deutschen Uhrenmuseums Glashütte sind barrierefrei.